# Rubén Váldez
Alberto Rubén Váldez Mayorga (ur. 15 maja 1923 w Arequipie, zm. 5 czerwca 2008 w Miami) – peruwiański strzelec, dwukrotny olimpijczyk. 
Brał udział w igrzyskach olimpijskich w latach 1956 (Melbourne) i 1960 (Rzym). W Melbourne i w Rzymie startował w tej samej konkurencji, w której zajmował odpowiednio: 12. i 35. miejsce.
Rubén Váldez jest dwukrotnym medalistą igrzysk panamerykańskich. Na igrzyskach w 1951 roku zdobył jeden srebrny i jeden brązowy medal w konkurencjach drużynowych.

## Wyniki olimpijskie
| Igrzyska | Konkurencja                          | Wynik | Miejsce    | Źródło |
| -------- | ------------------------------------ | --- | ---------- | ------ |
| IO 1956  | Karabin dowolny, trzy postawy, 300 m | 1044 punkty W postawie leżącej – 373 punkty (94-94-93-92) W postawie klęczącej – 338 punktów (80-88-82-88) W postawie stojącej – 333 punkty (82-86-89-76)                                                                                                 | 12 (na 20) | [ 1 ]  |
| IO 1960  | Karabin dowolny, trzy postawy, 300 m | Kwalifikacje – 505 punktów W postawie leżącej – 185 punktów W postawie klęczącej – 170 punktów W postawie stojącej – 150 punktów Finał – 1028 punktów W postawie leżącej – 372 punkty W postawie klęczącej – 344 punkty W postawie stojącej – 312 punktów | 35 (na 39) | [ 2 ]  |